# Bruchus mabwensis
Bruchus mabwensis là một loài bọ cánh cứng trong họ Bruchidae. Loài này được Decelle miêu tả khoa học năm 1960.